# Urofobia
L'urofobia (anche nota come paruresis o sindrome della vescica timida) è la fobia di urinare in pubblico, davanti ad altre persone. Di conseguenza, un paruretico è impossibilitato a usare gli orinatoi a vista. I soggetti più gravi non riescono a urinare nemmeno al chiuso, se nelle vicinanze avvertono la presenza di altre persone. In altre parole, il paruretico, pur non essendo affetto da un disturbo fisiologico, in presenza di altre persone è impossibilitato nell'urinare.

## Trattamento
Ancora non esiste una terapia precisa, ma risulta efficace la psicoterapia cognitivo-comportamentale. Risultano essere di aiuto anche delle tecniche di rilassamento per sbloccare l'ansia che blocca l'individuo nella minzione.

## Cause
Una cistouretrografia votiva può causare paruresi.